# JUSTICE
JUSTICE je lidskoprávní a právní britská organizace. Jedná se o britskou sekci  Mezinárodního výboru právníků (International Commission of Jurists), což je mezinárodní lidskoprávní organizace právníků, kteří se věnují celosvětové právní ochraně lidských práv.
Členy této organizace jsou převážně advokáti, právní zástupci, soudci, akademici nebo studenti práv.

## Současná práce
Hlavní oblasti práce organizace JUSTICE:
- lidská práva
- trestní právo
- právo EU
- vláda práva